# 스가누마 슌야
스가누마 슌야(일본어: 菅沼 駿哉, 1990년 5월 17일 ~ )는 일본의 축구 선수이며 포지션은 중앙 수비수이다.

## 구단 경력
그는 2009년부터 2022년까지 J리그의 감바 오사카, 로아소 구마모토, 주빌로 이와타, 교토 상가 FC, 몬테디오 야마가타, FC 마치다 젤비아에서 활동하였다.

## 국가대표팀 경력
그는 2010년 아시안 게임에 참가할 일본 U-23 국가대표팀에 발탁되었으며, 금메달 획득에 기여했다.